# Samia Yusuf Omar
Samia Yusuf Omar, auch Samiyo Yusuf oder Samia Yuusuf Omar geschrieben (* 25. März 1991 in Mogadischu, Somalia; † 2. April 2012 im Mittelmeer), war eine somalische Leichtathletin. Die Sprinterin vertrat ihr Land bei den Olympischen Spielen 2008 in Peking.

## Leben
Samia Yusuf Omar war die Tochter einer Obstverkäuferin und nach sich widersprechenden Angaben die älteste von sechs Geschwistern oder die jüngste von 7 Geschwistern (3 Brüder, 4 Schwestern). Ihr Vater starb 2006 in einem der vielen in ihrem Heimatland existierenden Konflikte. Wie die BBC berichtete, lebte sie mit ihrer Mutter, ihrerseits eine frühere Athletin, in ärmlichen Verhältnissen in der somalischen Hauptstadt Mogadischu und wurde von islamischen Extremisten bedroht, die die sportliche Tätigkeit von Frauen und Mädchen ablehnten.
Die Somalierin, die neben der Leichtathletik dem Schwimmen und dem Basketball als aktive Sportlerin verbunden war, wurde nach Medienberichten im Mai 2008 Afrikameisterin über die 100-Meter-Strecke, was jedoch im Widerspruch zu Ergebnislisten dieser Meisterschaften steht. Die BBC beispielsweise berichtet, bei den Afrikameisterschaften habe sie teilgenommen, sei jedoch lediglich Letzte in ihrem Vorlauf geworden. Anschließend nahm sie auch an den  Olympischen Spielen 2008 in Peking teil und war dort die Flaggenträgerin ihres Landes bei der Eröffnungsfeier. Beim 200-Meter-Lauf der Spiele schied sie mit einer persönlichen Bestzeit von 32,16 Sekunden im Vorlauf aus.
Nachdem die von Mustafa Abdelaziz trainierte Samia Yusuf Omar in ihrem Heimatland Repressalien und Drohungen ausgesetzt war, ging sie im Oktober 2010 zu Verwandten nach Addis Abeba in Äthiopien. Da die somalische Botschaft sich weigerte, ihr Papiere auszustellen, kam ein Training beim äthiopischen Leichtathletikverband nicht zustande. Sie entschloss sich zur Flucht nach Europa mit dem Ziel, 2012 bei den Olympischen Spielen in London teilnehmen zu können. Dabei wurde sie von ihrer Familie und Verwandten in Europa finanziell unterstützt. Im September 2011 schloss sie sich Flüchtlingen an und kam über den Sudan nach Libyen, wo sie in einem Lager untergebracht wurde und nach einer ersten gescheiterten Bootsflucht auch einige Wochen im Gefängnis zubrachte. Im April 2012 unternahm sie zusammen mit ihrer Tante in einem mit 62 Personen besetzten Schlauchboot einen weiteren Versuch nach Europa zu kommen. Bei der Überfahrt sollten die Flüchtlinge vor der Küste Maltas von einem Schiff aufgenommen werden. Sie stürzte dabei mit einigen anderen Personen im Gedränge ins Wasser und ertrank. Sie wurde 21 Jahre alt.

## Rezeption
Die Geschichte von Samia Yusuf Omar zwischen ihrer Teilnahme an den Olympischen Spielen 2008 bis zu ihrem tragischen Tod 2012 wurde von Reinhard Kleist als Graphic Novel verarbeitet. Der italienische Schriftsteller Giuseppe Catozzella schrieb über Samia Yusuf Omar den 2014 im Original erschienenen Roman Mit Träumen im Herzen (Non dirmi che hai paura). Das Schweizer Radio und Fernsehen (SRF) produzierte 2018 das auf den Roman basierende Hörspiel Sag nicht, dass du Angst hast. Die deutsche Regisseurin Yasemin Şamdereli verfilmte Catozzellas Roman 2024 unter dem Titel Samia.